# UFC Fight Night: Whittaker vs. Brunson
UFC Fight Night: Whittaker vs. Brunson var en MMA-gala som arrangerades av Ultimate Fighting Championship och ägde rum 27 november 2016 i Melbourne i Australien.